# Lula (jogador de futsal)
Silvio Sérgio Astor Guimarães Machado (nascido em 30 de julho de 1964), mais conhecido como Lula, é um ex-jogador brasileiro de futsal, que atuava na posição de goleiro. Ele fez parte da Seleção Brasileira de Futsal que conquistou o primeiro título mundial em 1989.